# San Vicente, Guerrero
San Vicente är en ort i Mexiko.   Den ligger i kommunen Coahuayutla de José María Izazaga och delstaten Guerrero, i den södra delen av landet, 300 km sydväst om huvudstaden Mexico City. San Vicente ligger 369 meter över havet och antalet invånare är 117.
Terrängen runt San Vicente är kuperad. Runt San Vicente är det mycket glesbefolkat, med 6 invånare per kvadratkilometer. Närmaste större samhälle är Coahuayutla de Guerrero, 12,8 km norr om San Vicente. I omgivningarna runt San Vicente växer huvudsakligen savannskog.